# Рясківське газоконденсатне родовище
Рясківське газоконденсатне родовище — належить до Руденківсько-Пролетарського нафтогазоносного району Східного нафтогазоносного регіону України.

## Опис
Розташоване в Дніпропетровській області на відстані 25 км від селища Магдалинівка Додаткова інформація про регіон на сайті селища Магдалинівка.
Знаходиться в південно-східній частині південної прибортової зони Дніпровсько-Донецької западини.
Підняття виявлене в 1974-76 рр. У турнейських відкладах структура являє собою брахіантикліналь північно-східного простягання, поховану під моноклінально залягаючими породами нижньовізейського комплексу. Вона розбита різноорієнтованими скидами амплітудою 25-50 м та має розміри по ізогіпсі — 5050 м 2,8х1,0 м, амплітуда 70 м. Перший промисл. приплив газу і конденсату отримано з відкладів турнейського ярусу з інт. 5121-5188 м у 1990 р.
Поклад масивно-пластовий тектонічно екранований. Режим покладу газовий. Запаси початкові видобувні категорій А+В+С1: газу — 1680 млн. м³.